# اچ‌ام‌اس اینویسیبل (۱۸۰۸)
اچ‌ام‌اس اینویسیبل (۱۸۰۸) (به انگلیسی: HMS Invincible (1808)) یک کشتی بود که طول آن ۱۶۹ فوت ۶ اینچ (۵۱٫۶۶ متر) بود. این کشتی در سال ۱۸۰۸ ساخته شد.